# Tricholoma fulvum
Tricholoma fulvum (Pierre Bulliard, 1792, poate și Augustin Pyramus de Candolle, 1805 sau Elias Magnus Fries, 1818) ex René Bigeard & Henri Guillemin, 1909) din încrengătura Basidiomycota, în familia Tricholomataceae și de genul Tricholoma  este o specie de ciuperci necomestibile care coabitează, fiind un simbiont micoriza, formând prin urmare micorize pe rădăcinile arborilor. O denumire populară nu este cunoscută. Buretele trăiește în România, Basarabia și Bucovina de Nord rar izolat, mai mult în grupuri, formând șiruri sau cercuri incomplete în păduri de în păduri foioase și mixte (dar și pe din afara lor) numai sub mesteceni. Cea ce privește aprovizionarea cu apă nu este astfel de pretențios: apare pe soluri uscate precum prin turbării și în locuri de umezeală schimbătoare, care însă trebuie să fie acre. Apare de la câmpie la munte, destul de des, din (iunie) iulie până în noiembrie.

## Taxonomie

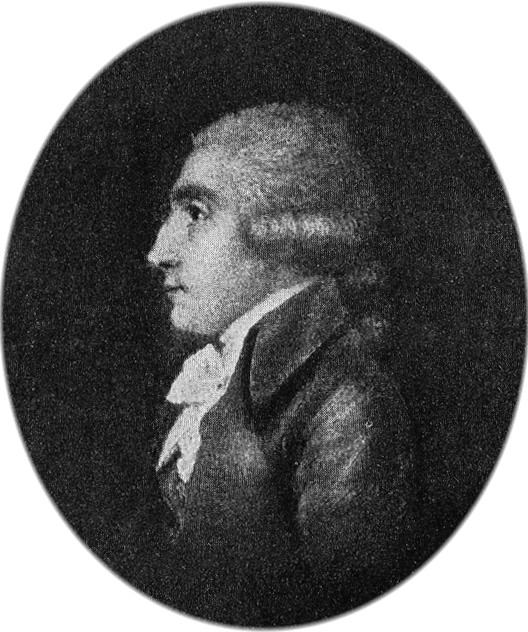
Pierre Bulliard

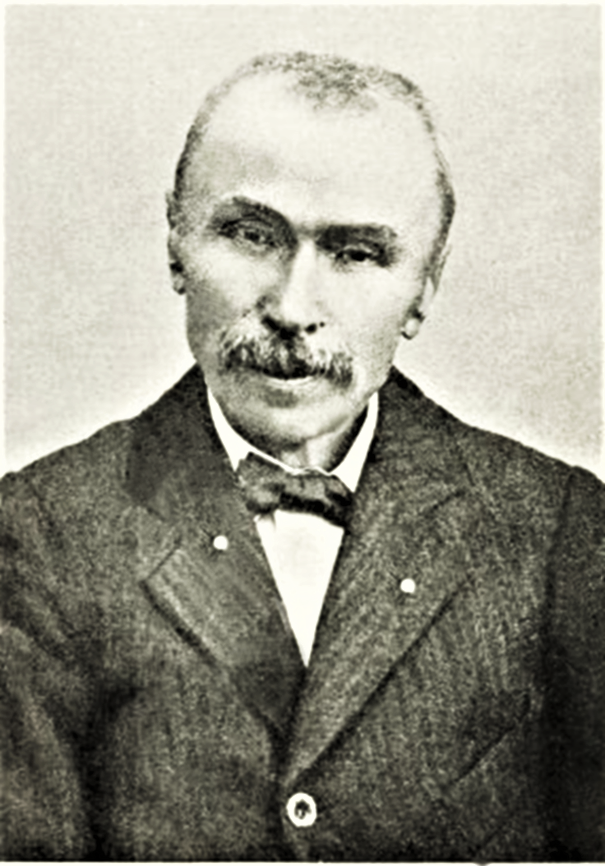
René Bigeard

Singurul lucru sigur în cea ce privește taxonomia ciupercii este numele curent valabil (2020), anume Tricholoma fulvum, creat de micologii francezi René Bigeard (1840-1917) și Henri Guillemin (1860-1941) în volumul 1 al operei lor comune Flore des champignons supérieurs de France – les plus importants à connaitre din 1909.
Dar, numele binomial nu este clar definit:
1. Jacob Christian Schäffer a descris specia pentru prima oară drept Agaricus incertus în 1774, denumire acceptată doar sinonim în prezent.
2. Pierre Bulliard a numit specia Agaricus fulvus, de verificat în volumul 12 al operei sale Herbier de la France ou, Collection complette des plantes indigenes de ce royaume din 1792. Taxonul este acceptat pe scară largă, astfel de exemplu de Natural History Museum sau GBIF.
3. Augustin Pyramus de Candolle s-a decis pentru același taxon ca cel a lui Bulliard, văzut de acea probabil pe drept un homonim⁠(de)[traduceți], dar nu de exemplu de Mycobank care l-a hotărât nume binomial.
4. Elias Magnus Fries descrie specia chiar de trei ori: ca Agaricus flavobrunneus în 1818, ca Agaricus nictitans în 1821 și ca Agaricus fulvellum în 1838, astăzi Tricholoma ustale (Fr.) Gillet). Index Fungorum îl vede pe Fries drept autor al numelui binomial, dar fără referință de la care denumire a lui Fries se trage.
5. Pentru a decide numele binomial corect, trebuie fi luați în considerare taxonii la care se referă René Bigeard și Henri Guillemin, anume Agaricus fulvus al lui Bulliard din 1792 și Tricholoma fulvellum al lui Fries din 1838 (care însă este în prezent sinonim al Tricholoma ustale) și văzând în Agaricus flavobrunneus/Tricholoma flavobrunneum o specie independentă. Totuși, micologul estonian Kuulo Kalamees a taxonat specia Tricholoma fulvum (Bull. : Fr.) Bigeard & H. Guill. (1909).
În concluzie, denumirea a lui Bulliard pare să fie cea mai corectă drept nume binomial și va fi folosită în acest articol. 
Toate celelalte încercări de redenumire sunt acceptate sinonim, dar, nefiind uzate, sunt neglijabile.
Epitetul este derivat din cuvântul latin (latină fulvus=brun-gălbui, roșu-gălbui, maroniu, și: blond, licărind, sclipind), datorită aspectului pălăriei.

## Descriere

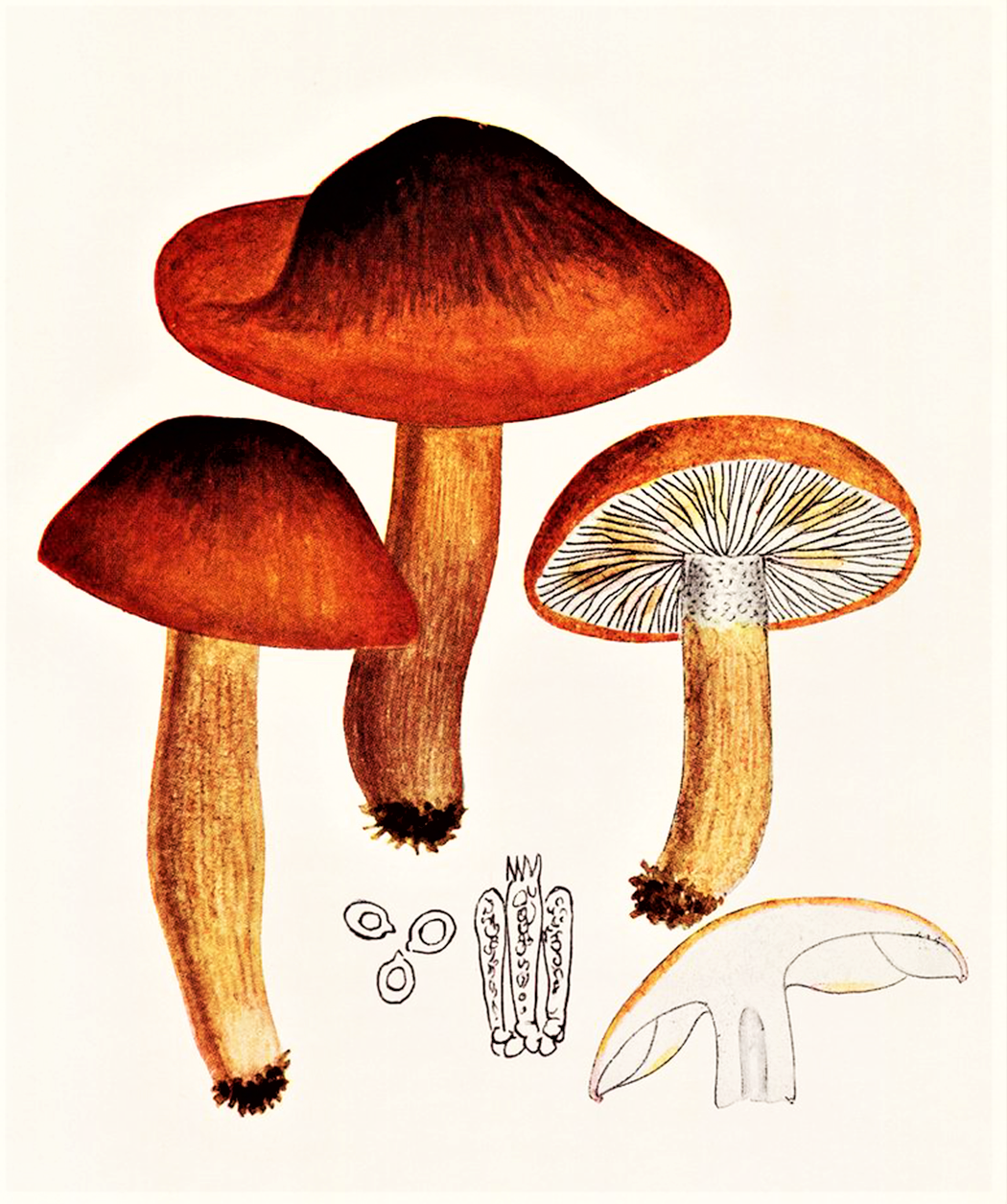
Bres.: Tricholoma fulvum

- Pălăria: destul de cărnoasă cu o grosime de 1,5cm, are un diametru de 5-8 (12)cm, este inițial convexă, pentru ca la maturitate să devină plată și în sfârșit adâncită în mijloc, uneori cu o cocoașă numai puțin pronunțată în centru. Marginea netedă este pentru mult timp răsfrântă în jos, iar devine la avansarea în vârstă larg canelată și ondulată fiind mereu ceva mai deschisă în culoare. Cuticula care se poate îndepărta ușor de pălărie este netedă (dar sub lupă se descoperă un strat reticulat-fibros), nu rar cu o aluzie de fibre radiale incarnate închis brune, este pe timp uscat mată, la umezeală lucioasă, unsuroasă, chiar și vâscoasă, coloritul variind între galben-brun, brun roșcat, castaniu și brun, fiind în mijloc ceva mai închis.
- Lamelele: inițial alb-gălbuie, apoi brun deschise, căpătând la bătrânețe adesea pete ruginii, sunt ușor de separat de pălărie, destul de subțiri, îndesate (astfel că au în tinerețe nu rar un aspect ondulat în special spre margine), intercalate și bifurcate, aderate bombat la picior (numit: șanț de castel), cu muchii în general netede, ocazional zimțate și presărate în vârstă adesea cu pete roșii.
- Piciorul: care nu prezintă un inel, are o înălțime de 4-10 (14)cm și o lățime de 0,8-2 (2,2)cm, este solid, longitudinal fibros, mai mult sau mai puțin cilindric, uneori ceva pântecos în partea inferioară, înrădăcinând nu rar fusiform, și pe dinăuntru plin în tinerețe, dar gol la bătrânețe. Suprafața piciorului este slab unsuroasă, albă, devenind deasupra gălbui-maronie și pătrunsă de fibrile subțiri brun-roșiatice, în vârstă adesea brună.
- Carnea: este groasă, solidă și fibroasă, de culoare slab gălbuie în pălărie și în picior de un galben puternic care devine adesea maroniu la bătrânețe. Nu se decolorează în urma unei tăieri. Are, proaspăt tăiat, un miros de faină, precum un gust similar, dar amar.[3][4]
- Caracteristici microscopice: prezintă spori globuloși până slab ovoidali, gutulați, netezi, hialini (translucizi), neamilozi (nu se decolorează cu reactivi de iod) cu o picătură uleioasă mare în centru, măsurând 6-7 x 5,5-6 microni. Pulberea lor este albă. Basidiile clavate cu preponderent 4 sterigme fiecare, măsoară 30-35 x 7-8 microni. Cistidele (elemente sterile situate în stratul himenal sau printre celulele din pielița pălăriei și a piciorului, probabil cu rol de excreție) asemănătoare cu vârfuri rotunjite sunt mai mici.[17]
- Reacții chimice: nu sunt cunoscute.[3][4]

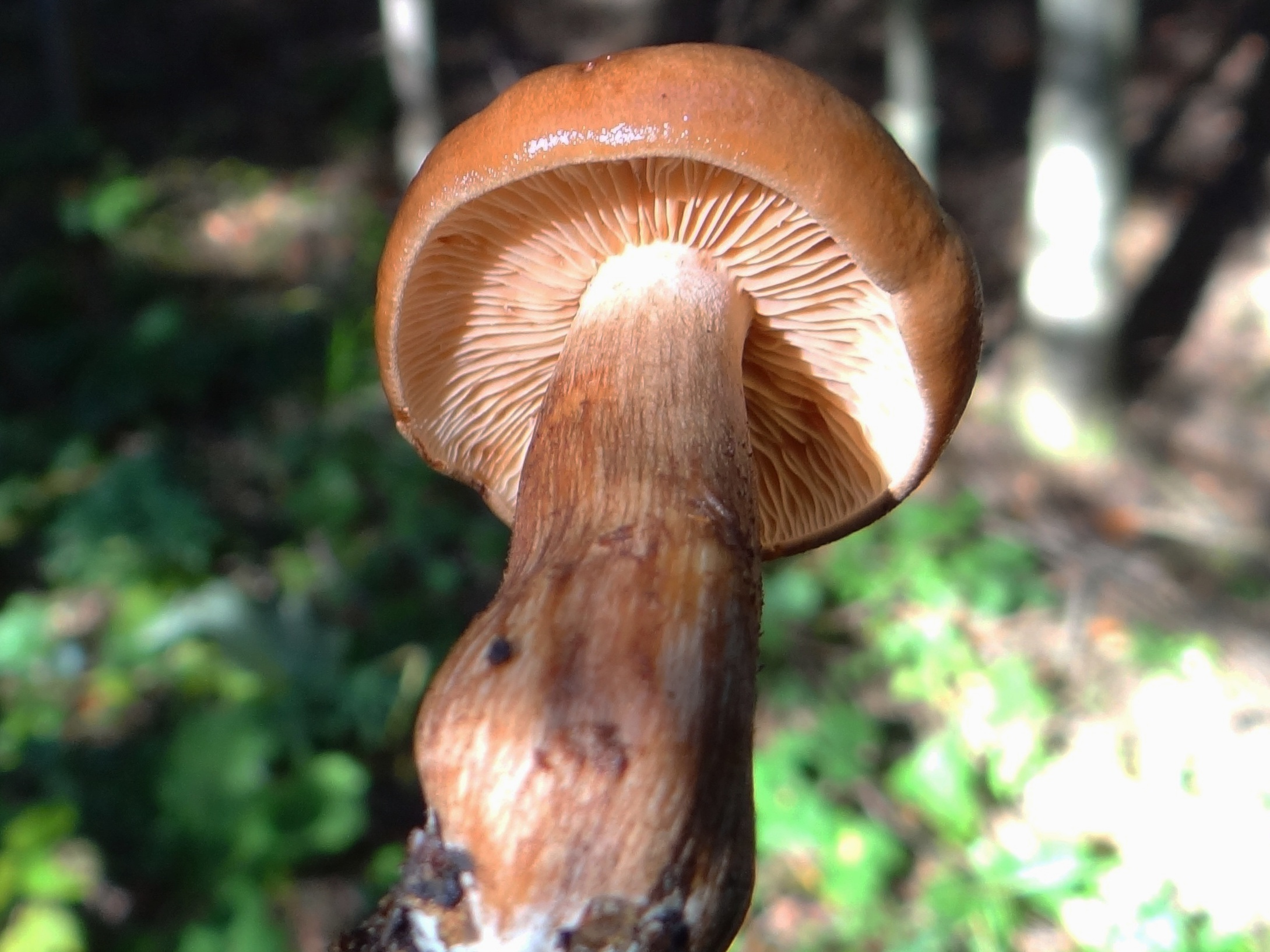
T. fulvum mai tânăr, lamele și picior
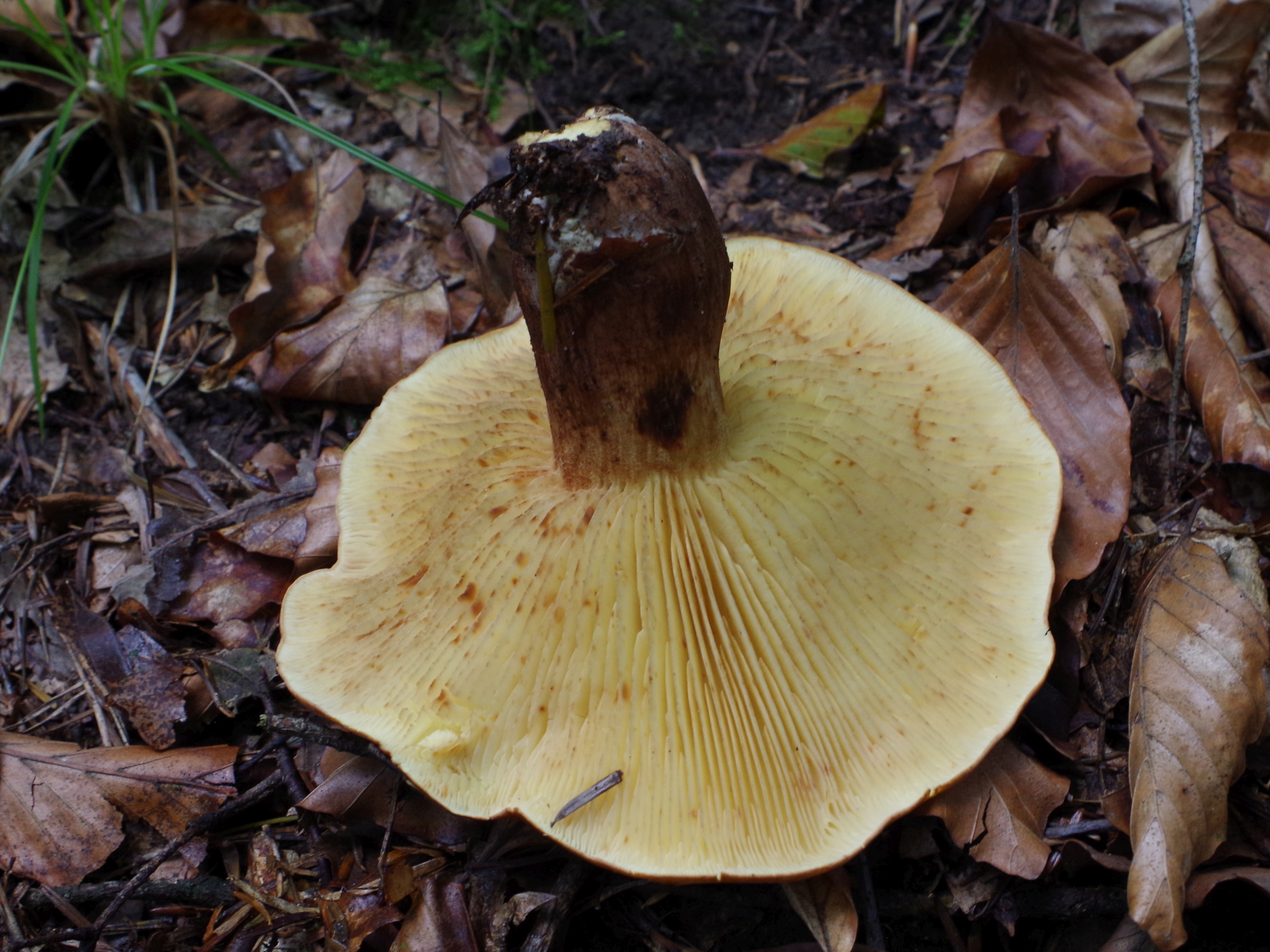
T. fulvum matur, lamele și picior
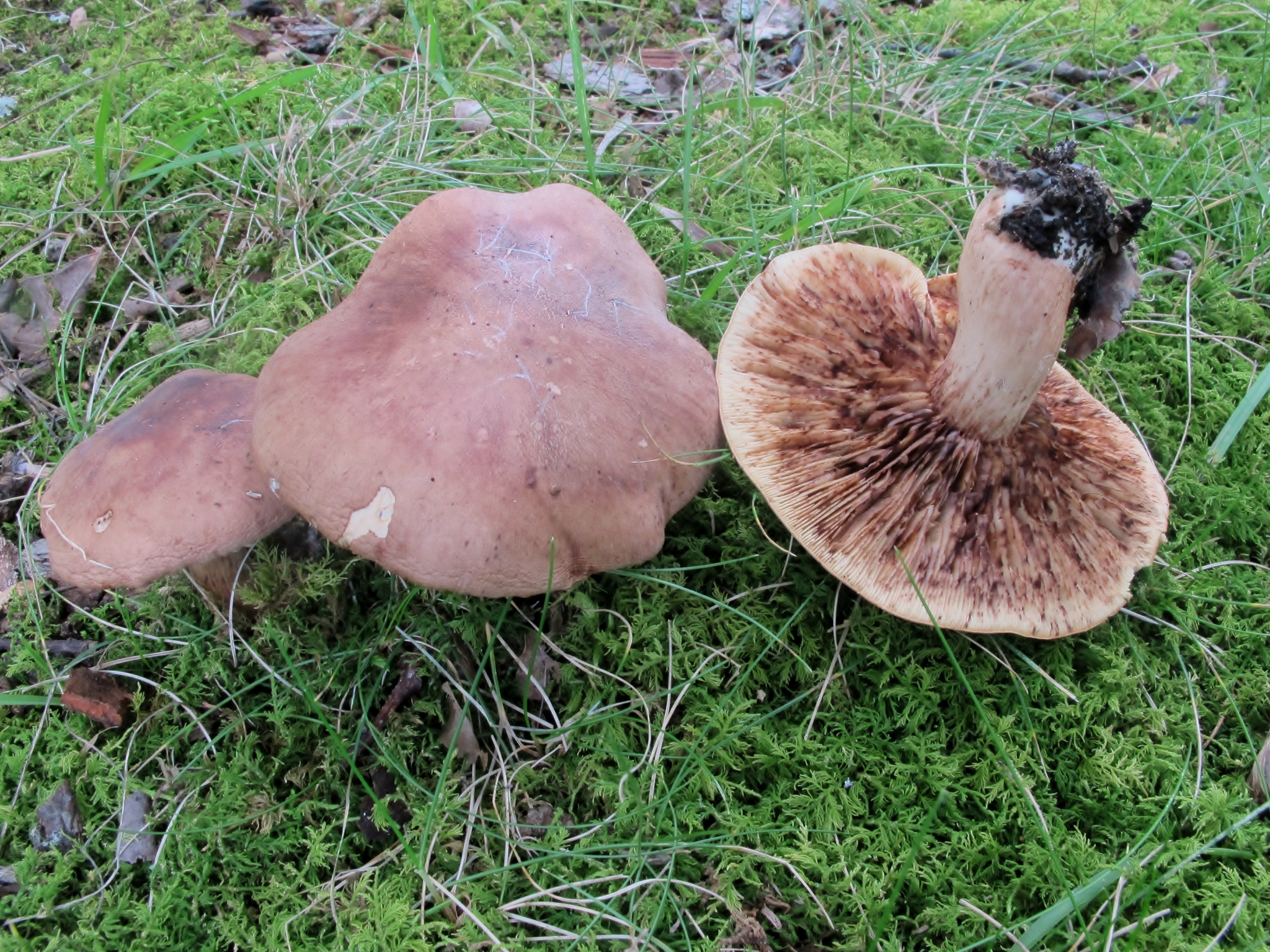
T. fulvum bătrâni
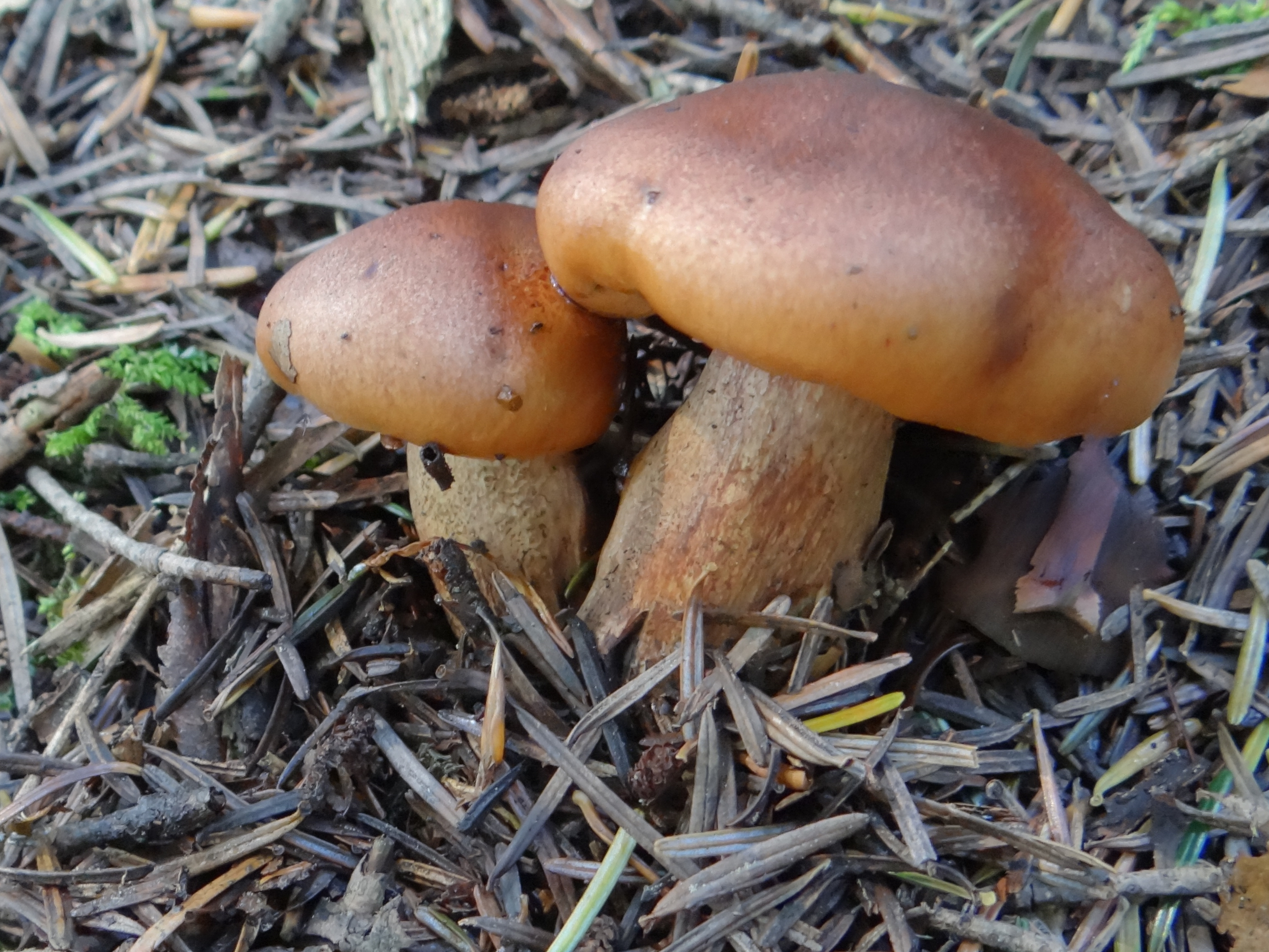
T. fulvum, aspect general
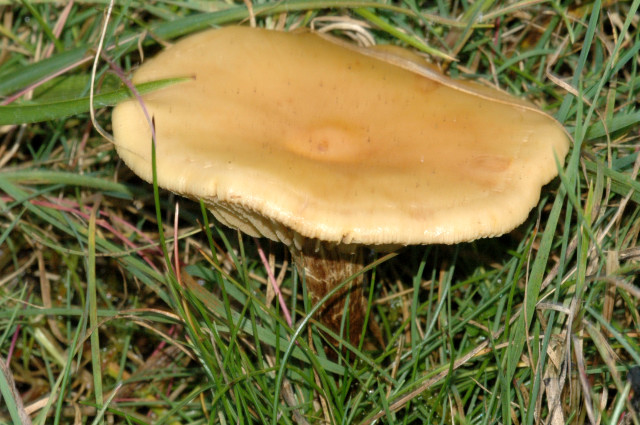
T. fulvum de culoare deschisă

## Confuzii
Ciuperca poate fi confundată cu de exemplu: Tricholoma acerbum (necomestibil), Tricholoma albobrunneum sin. Tricholoma striatum (otrăvitor), Tricholoma apium (comestibil, se dezvoltă în păduri de conifere sub molizi și pini, miros de țelină sau Maggi, gust blând), Tricholoma aurantium (necomestibil), Tricholoma batschii (otrăvitor, foarte amar), Tricholoma bufonium (otrăvitor), Tricholoma focale (otrăvitor), Tricholoma fucatum (comestibil, dar de valoare scăzută, slab gălbuie, miros de făină și gust identic, neamar, trăiește în păduri de conifere), Tricholoma imbricatum (comestibil, dar de calitate inferioară, trăiește în păduri de conifere preferat sub pini, suprafață maronie, solzos-fibroasă, cu miros imperceptibil, și gust blând până amar), Tricholoma populinum (comestibil), Tricholoma portentosum (comestibil, savuros), se dezvoltă preponderent sub molizi și pini, respectiv sub plopi tremurători și mesteceni, miros de pepeni, castraveți, ușor de faină și gust blând, ceva făinos, după mestecare ca de pepene sau de stridie), Tricholoma psammopus (necomestibil),  Tricholoma saponaceum (necomestibil), Tricholoma stans (necomestibil), Tricholoma sejunctum (necomestibil), Tricholoma ustale (slab otrăvitor), Tricholoma ustaloides (necomestibil, se dezvoltă în păduri de conifere pe lângă pini pe sol nisipos, miros făinos, gust destul de amar), Tricholoma vaccinum (necomestibil, ingerat în cantități mai mari toxic, se dezvoltă  în același habitat ca specia descrisă, miros făinos-pământos, gust făinos, amărui și slab iute), dar chiar și cu letalul Paxillus involutus.

## Specii asemănătoare în imagini

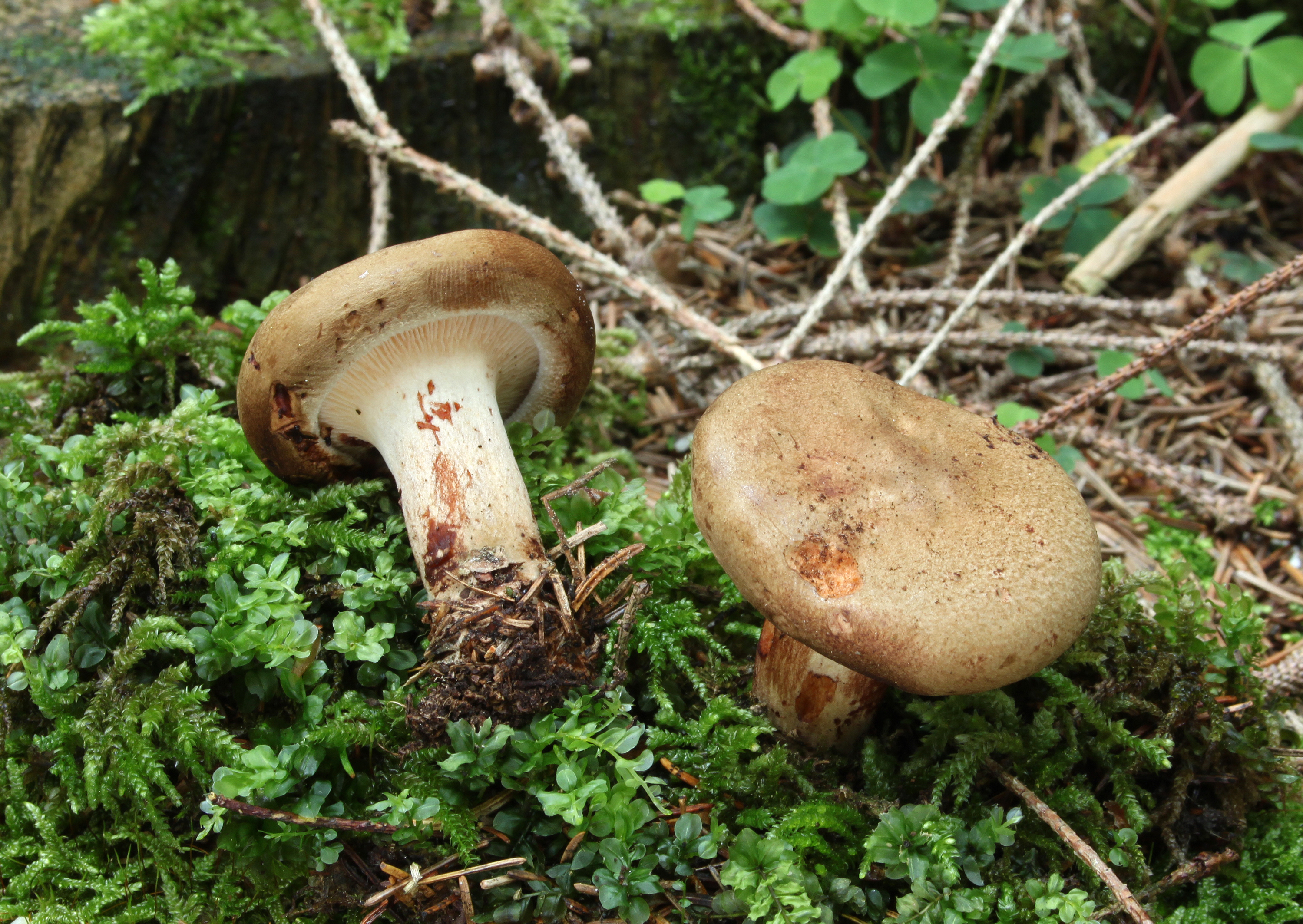
!!!Paxillus-involutus!!!
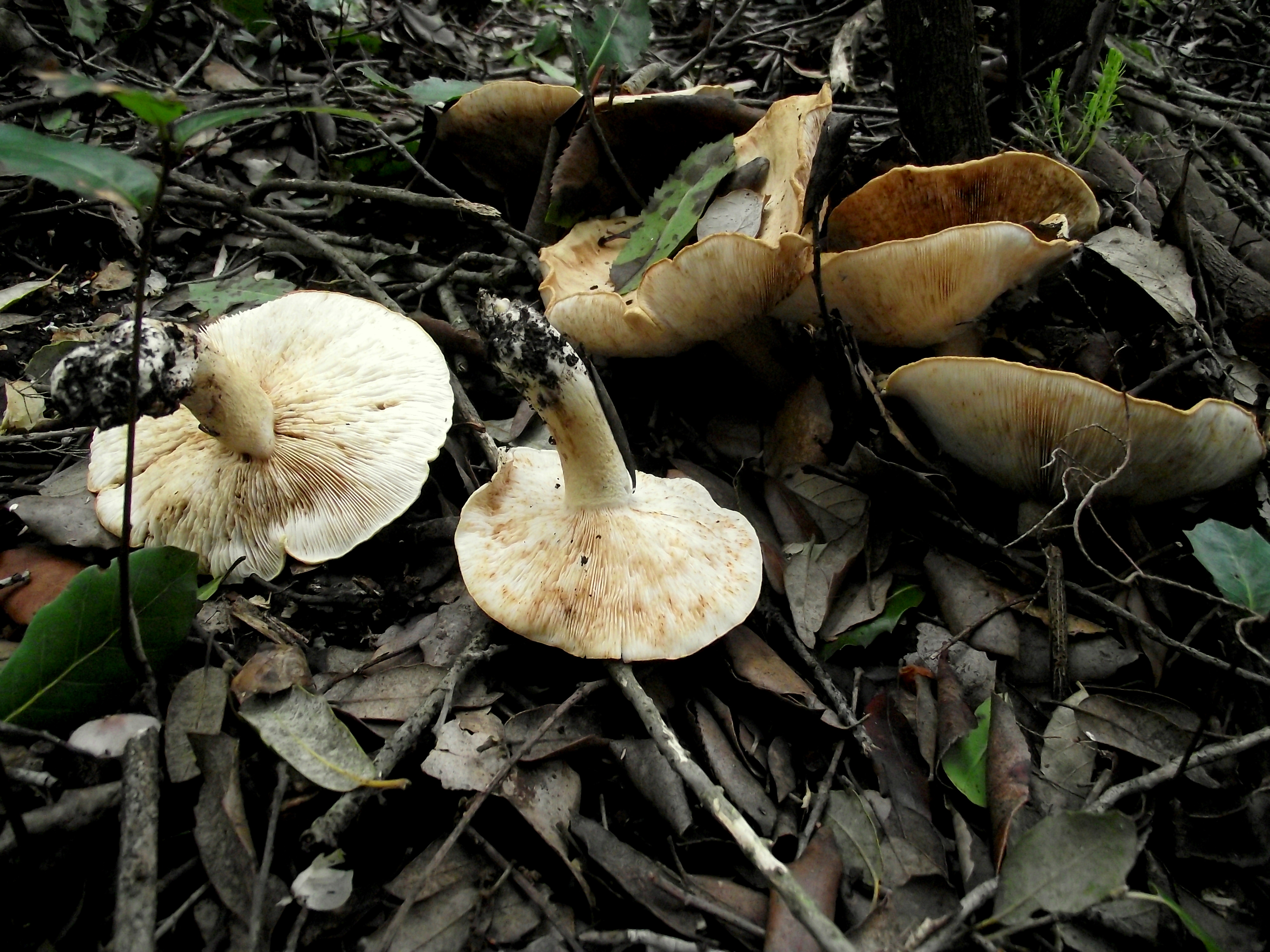
!Tricholoma acerbum!
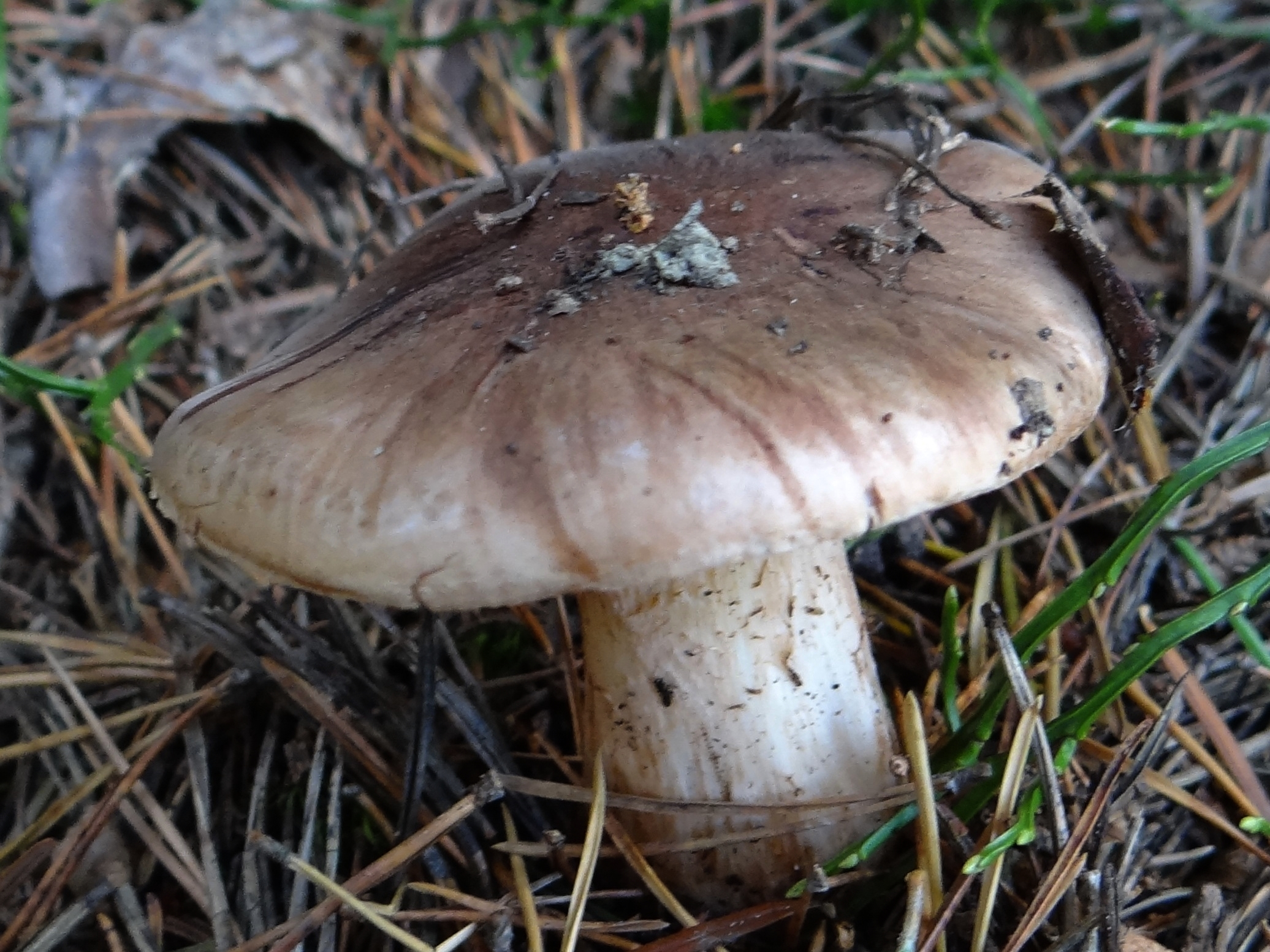
!Tricholoma albobrunneum sin. Tricholoma striatum!
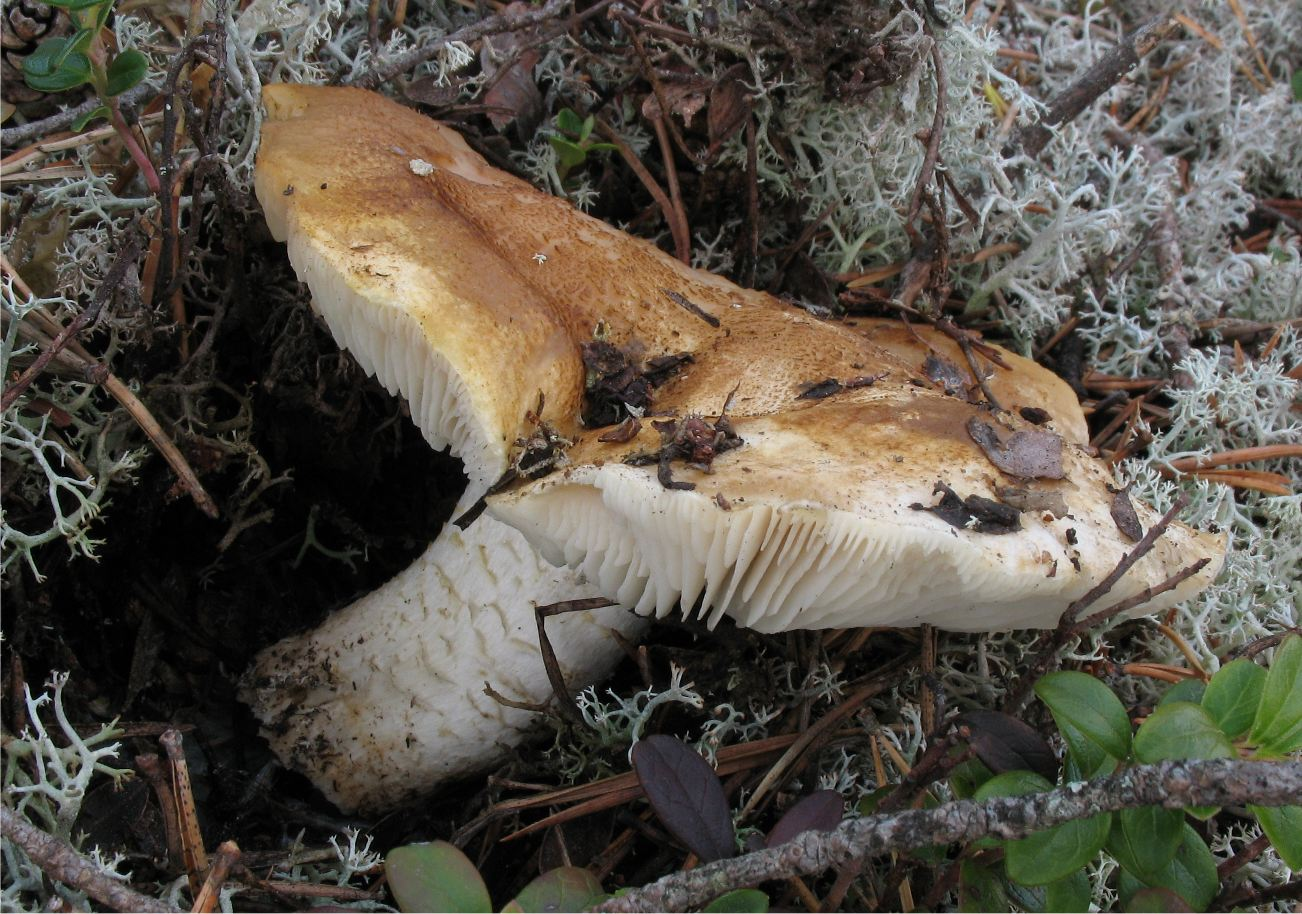
Tricholoma apium
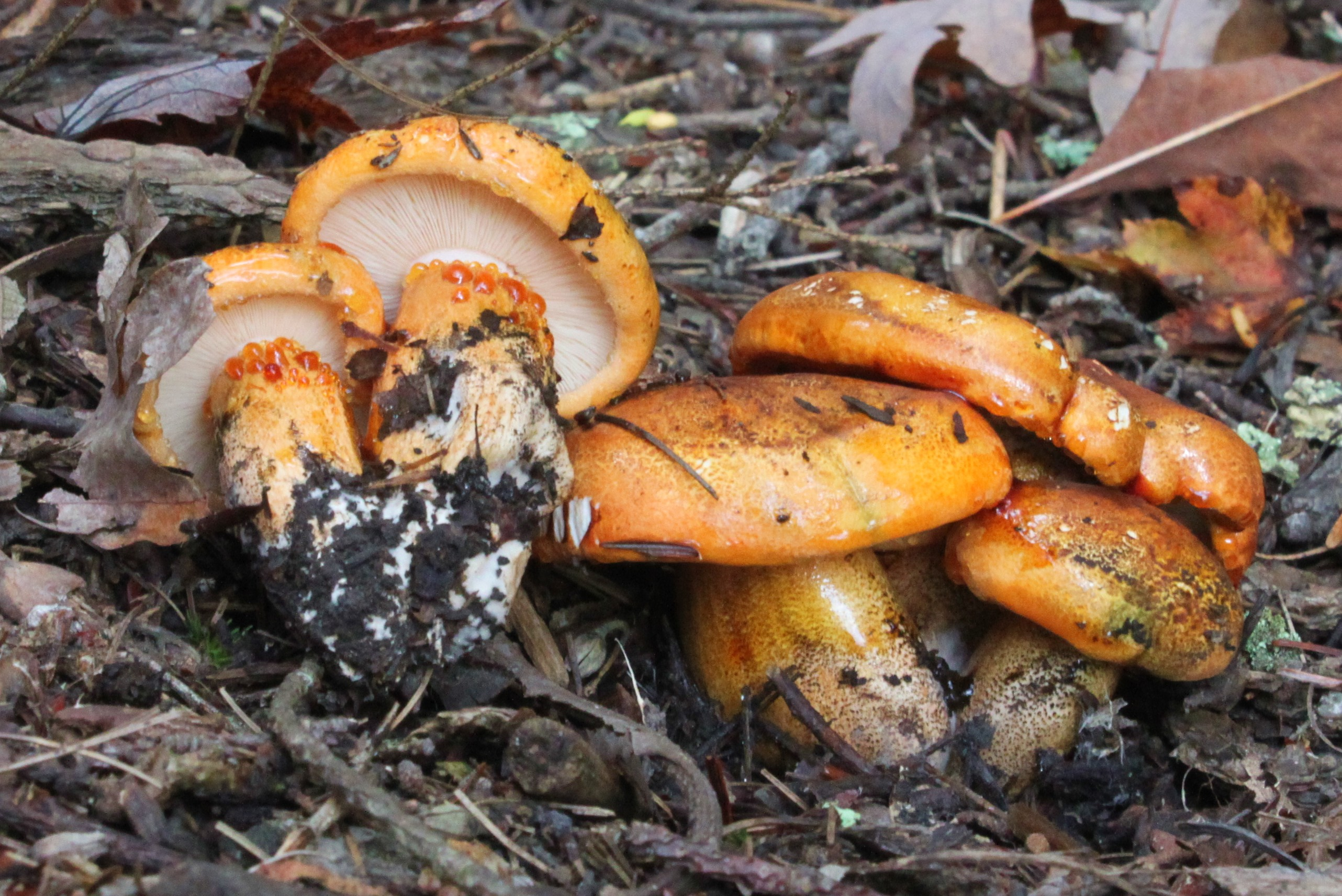
!Tricholoma aurantium!
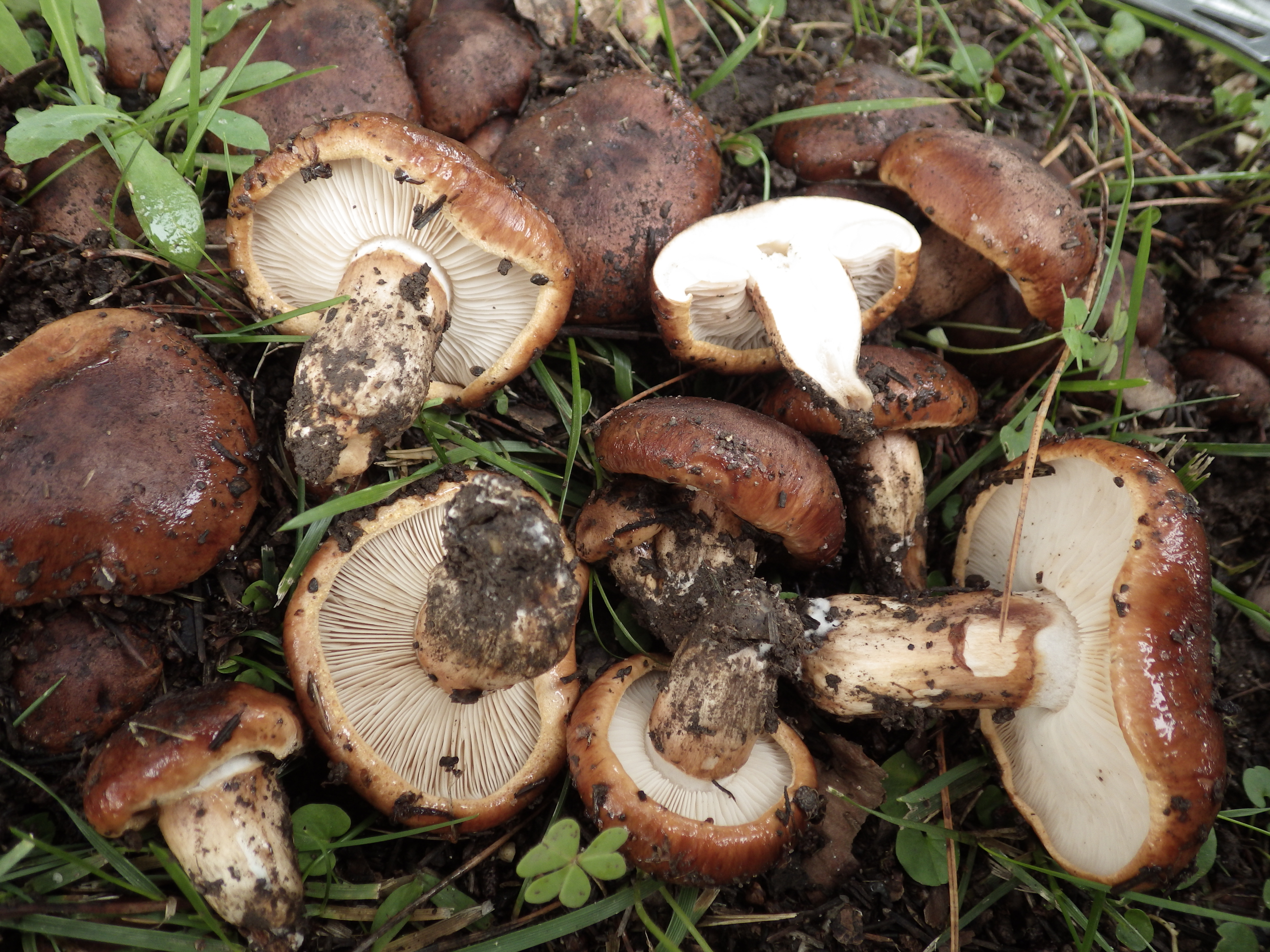
!!Tricholoma batschii!!
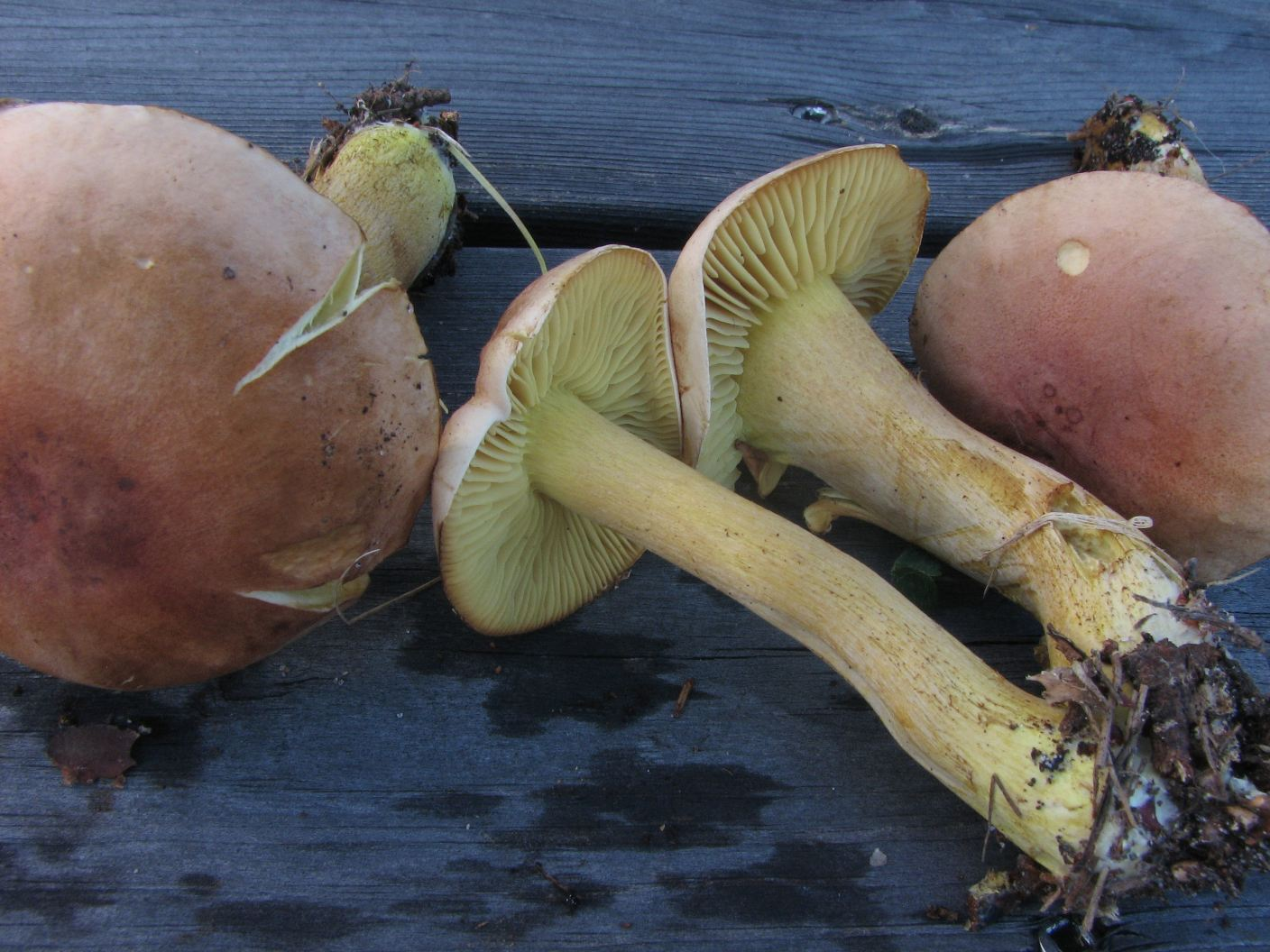
!!Tricholoma bufonium!!
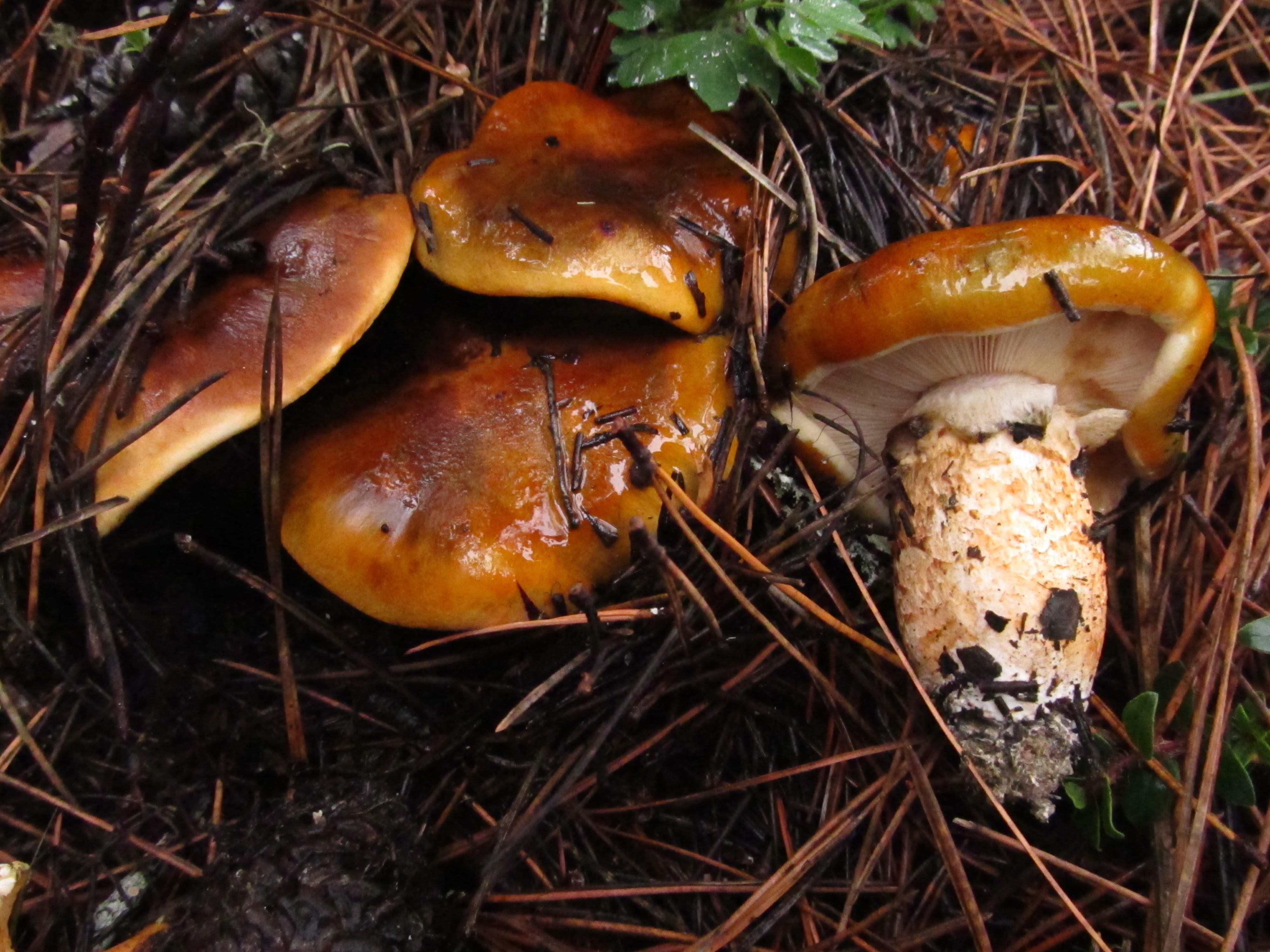
!!Tricholoma focale!!
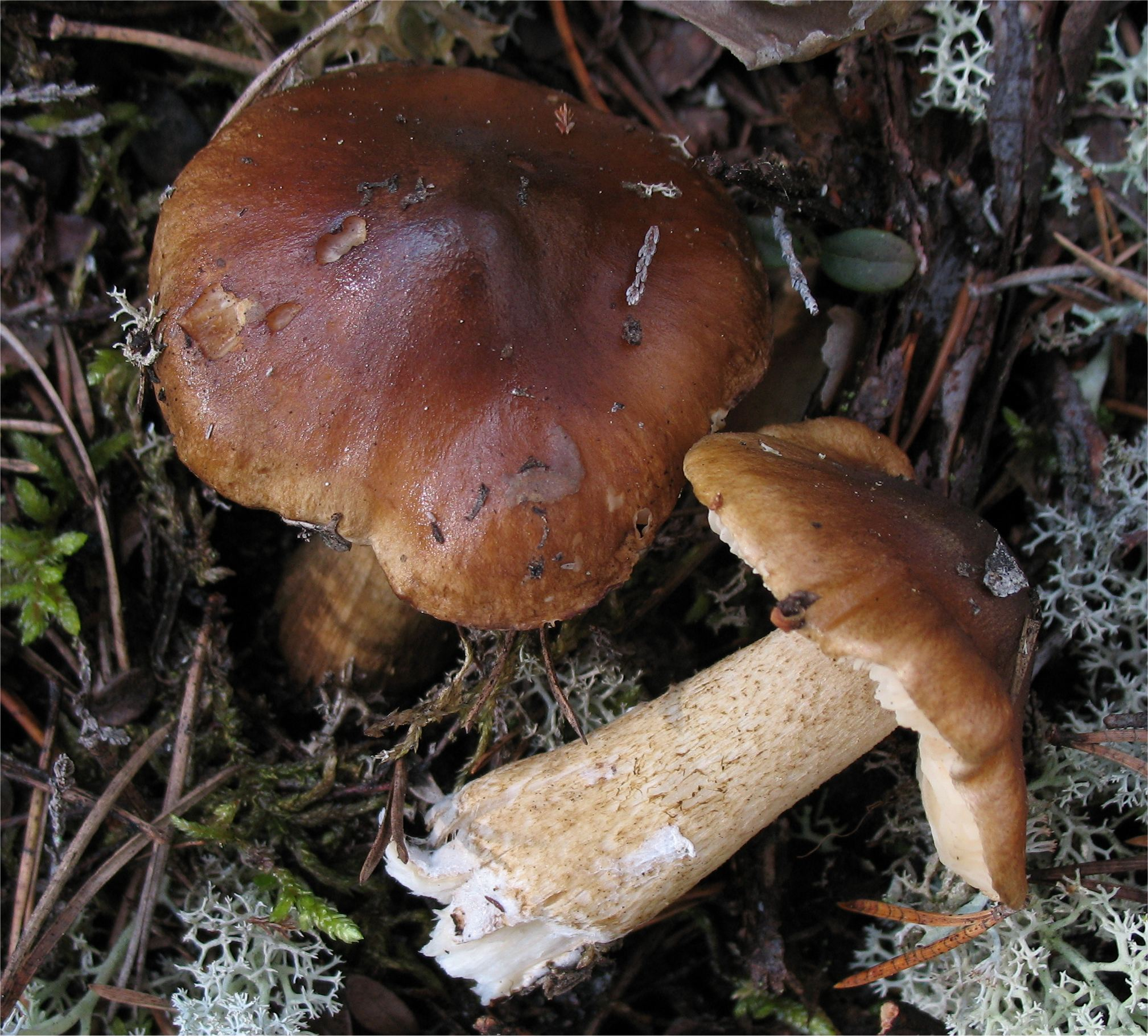
Tricholoma fucatum
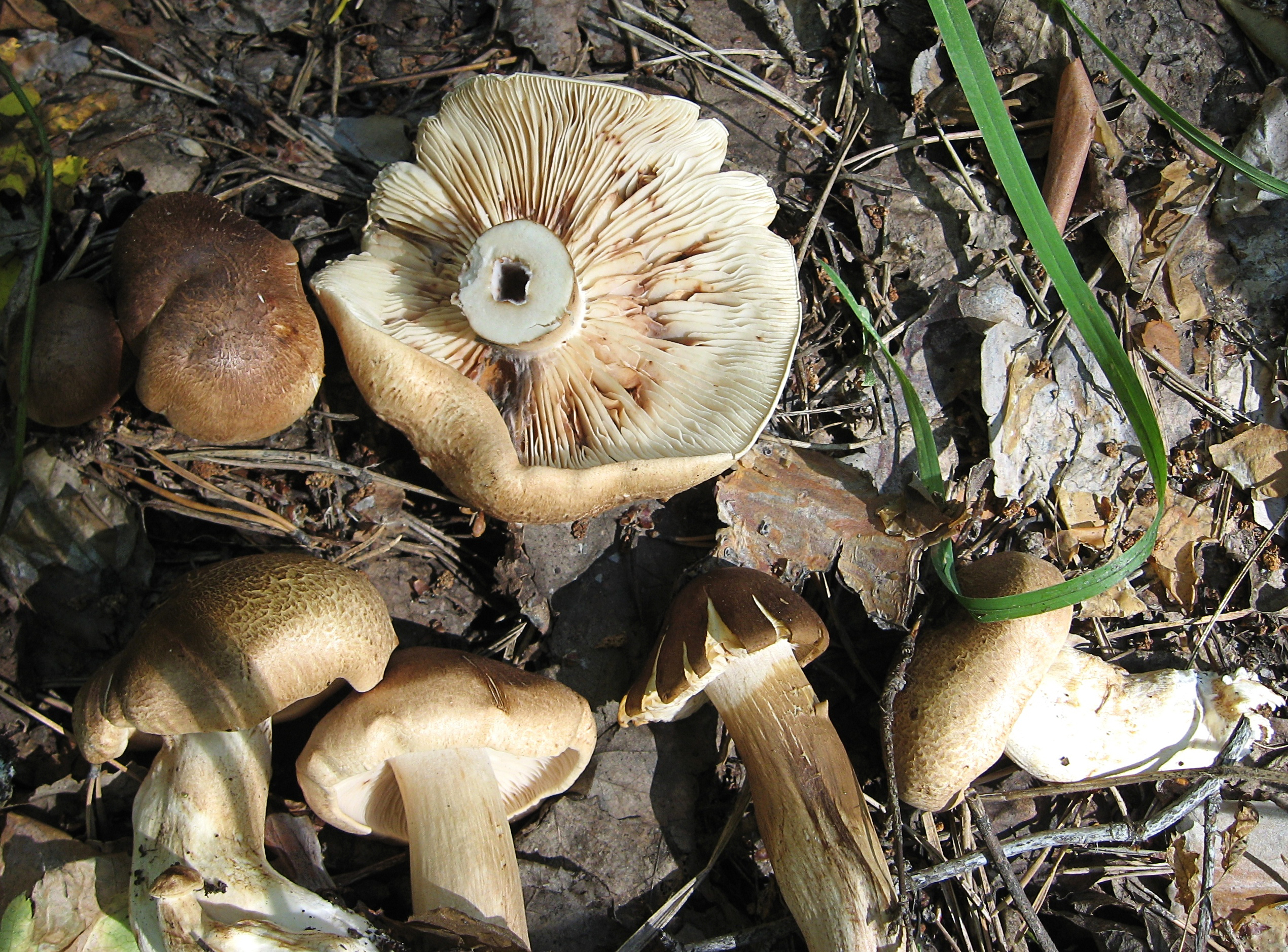
Tricholoma imbricatum

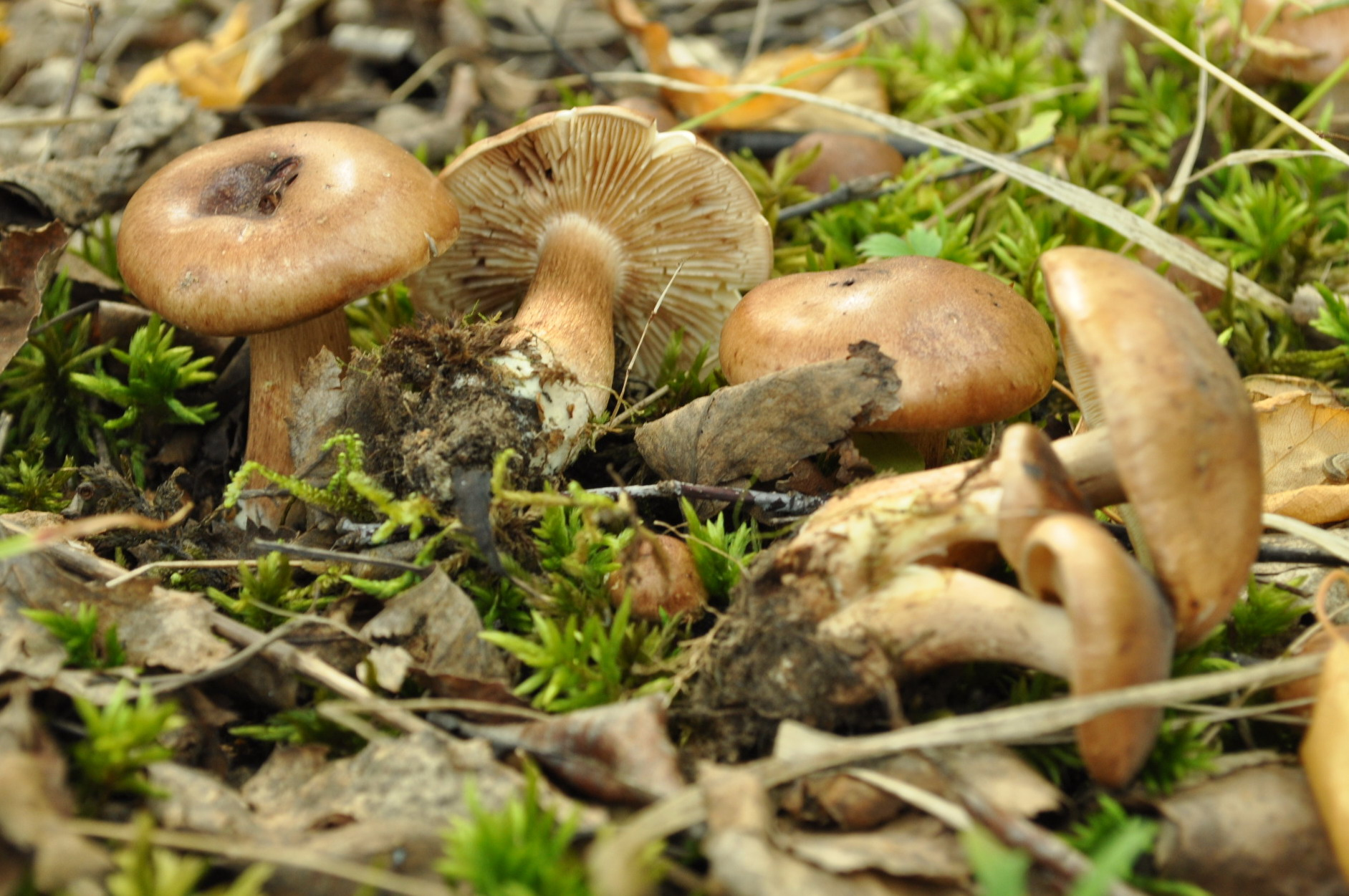
Tricholoma populinum
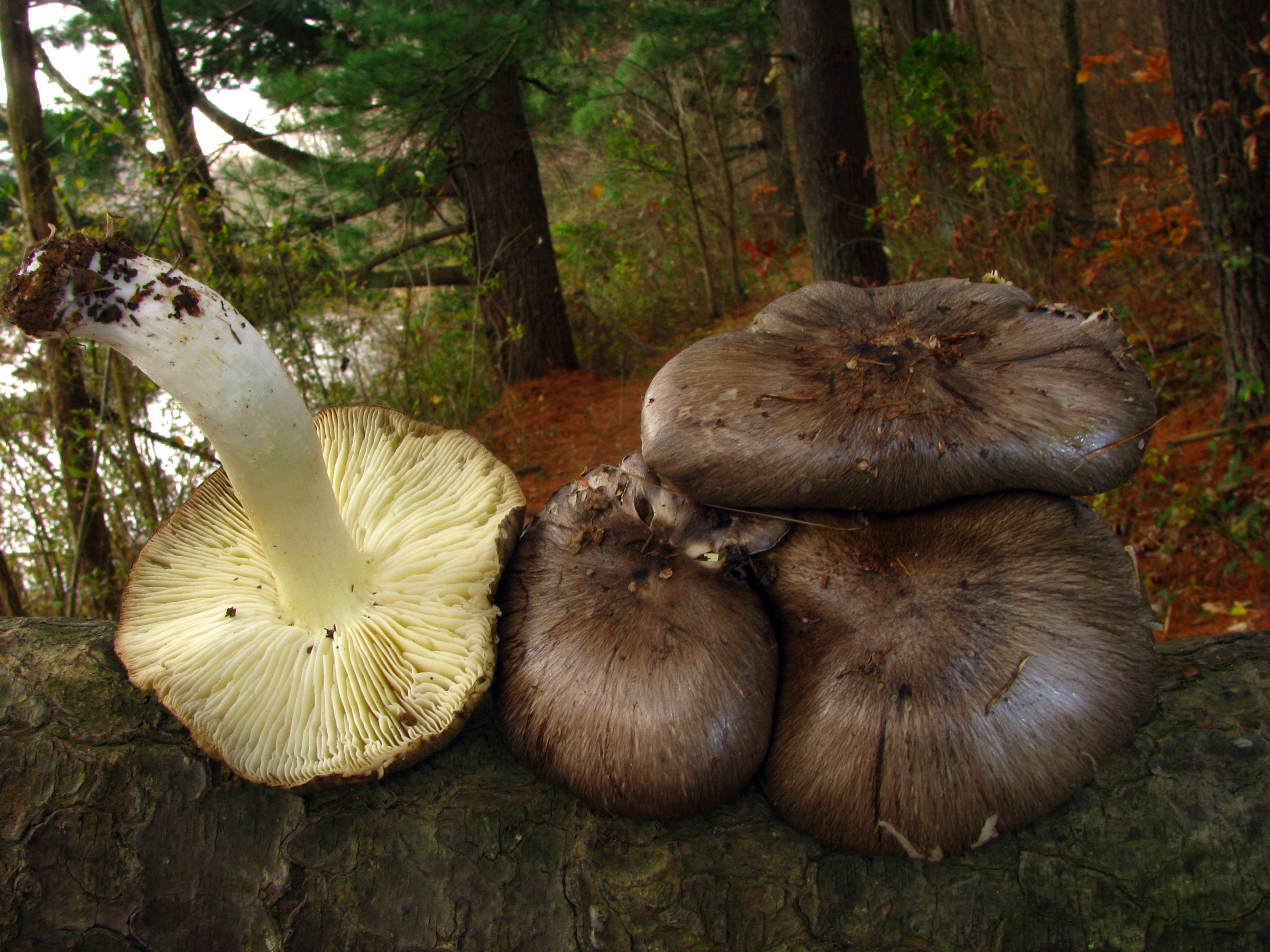
Tricholoma portentosum
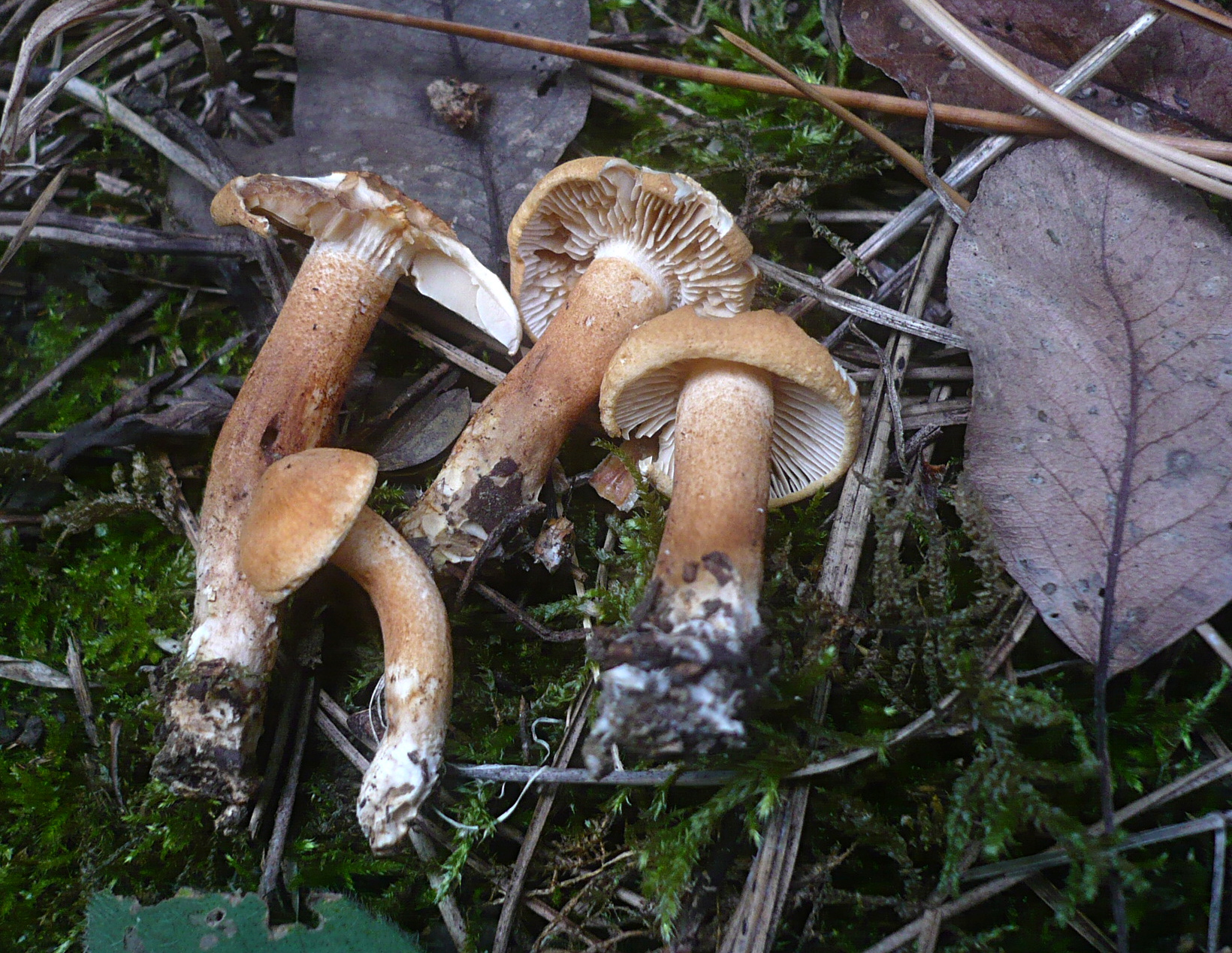
!Tricholoma psammopus!
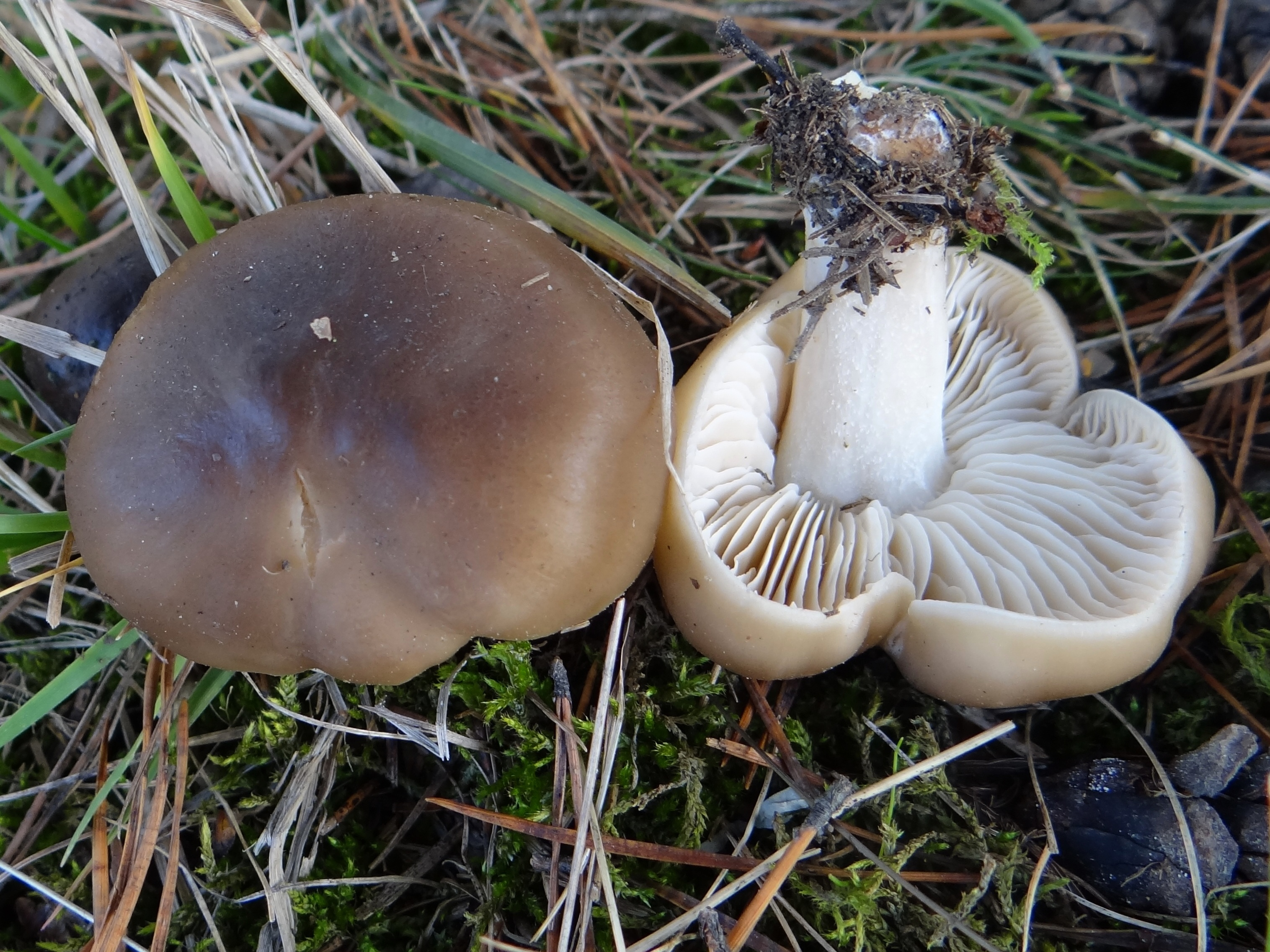
!Tricholoma saponaceum!
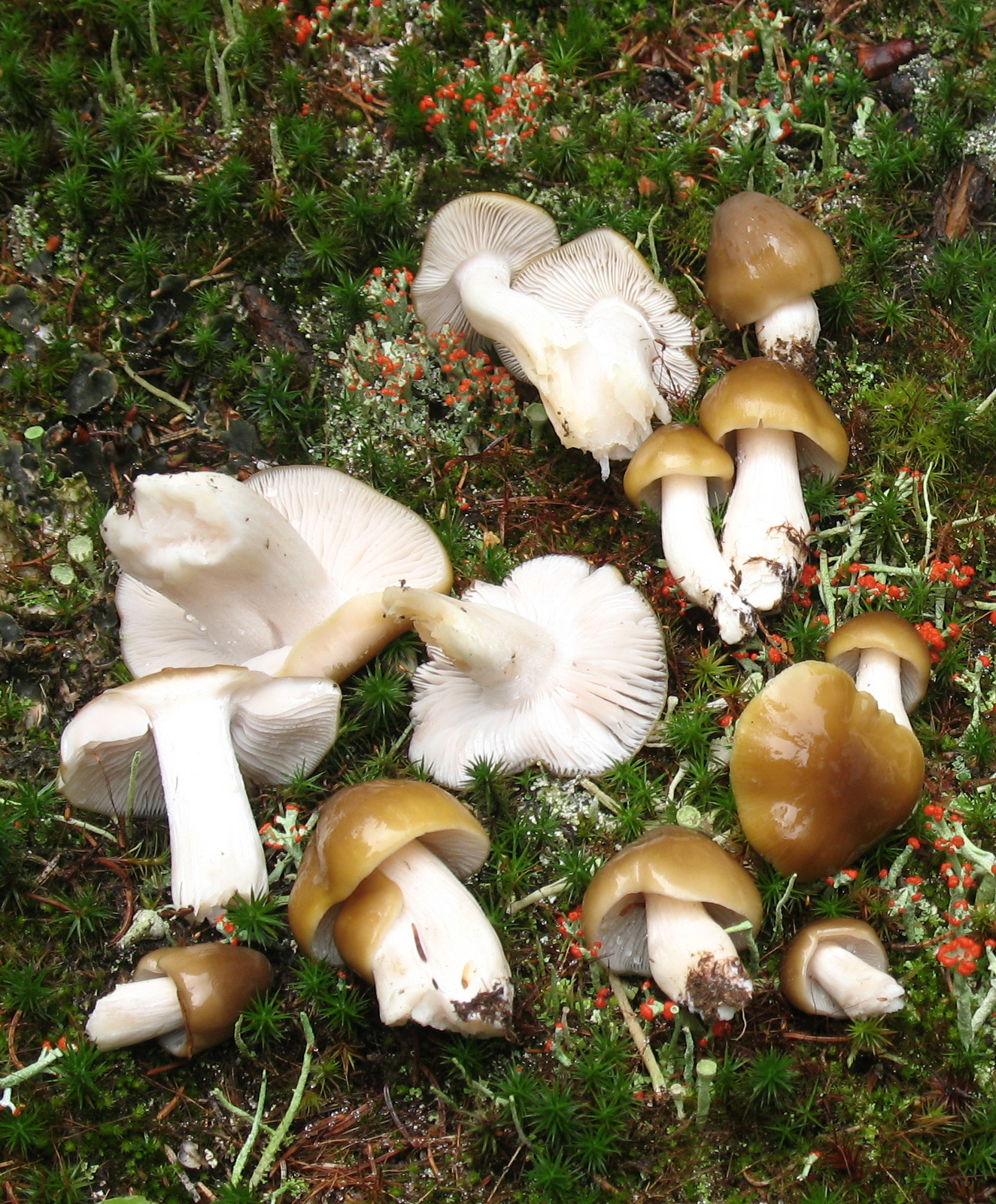
!Tricholoma sejunctum!
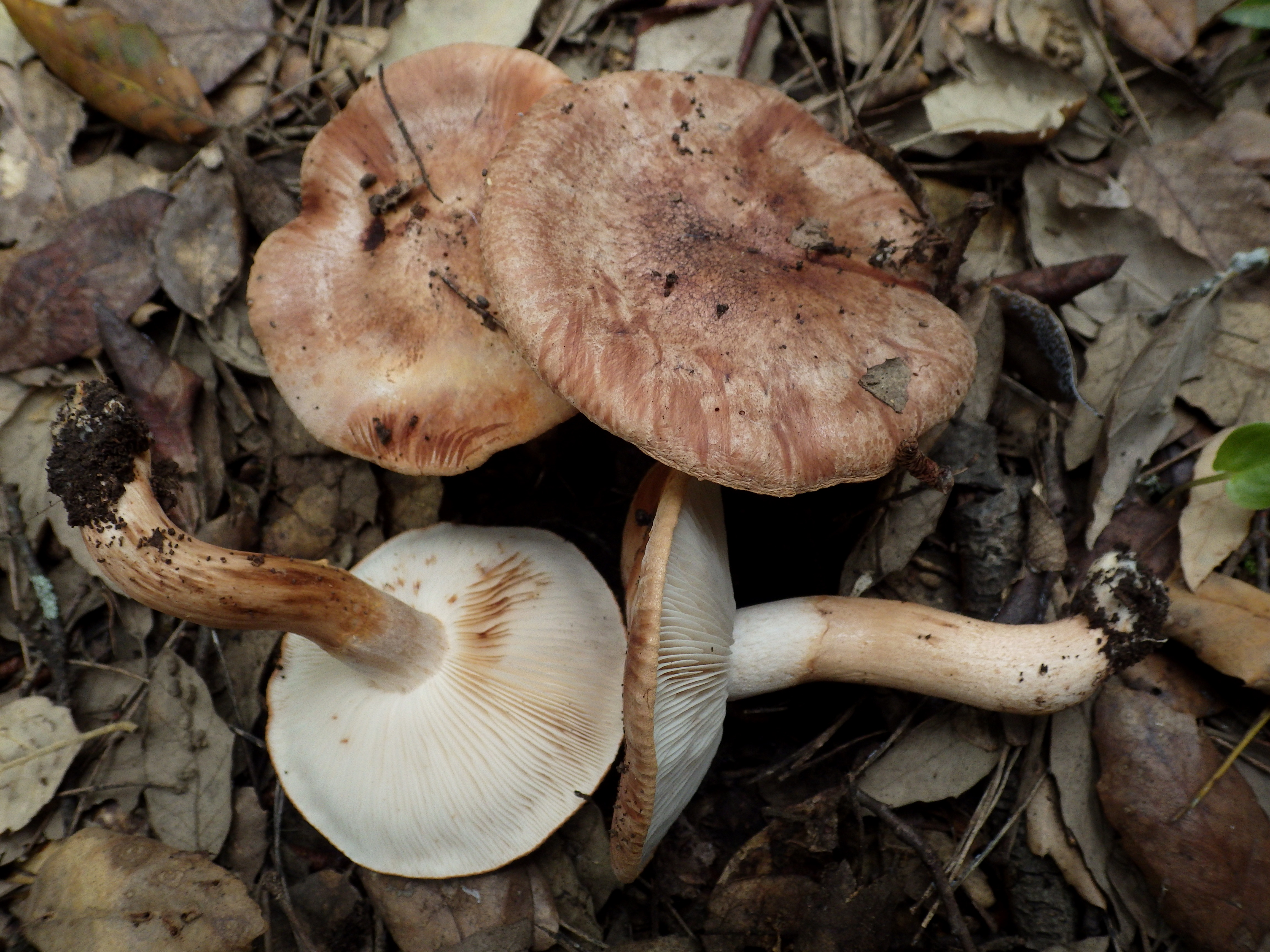
!Tricholoma stans!
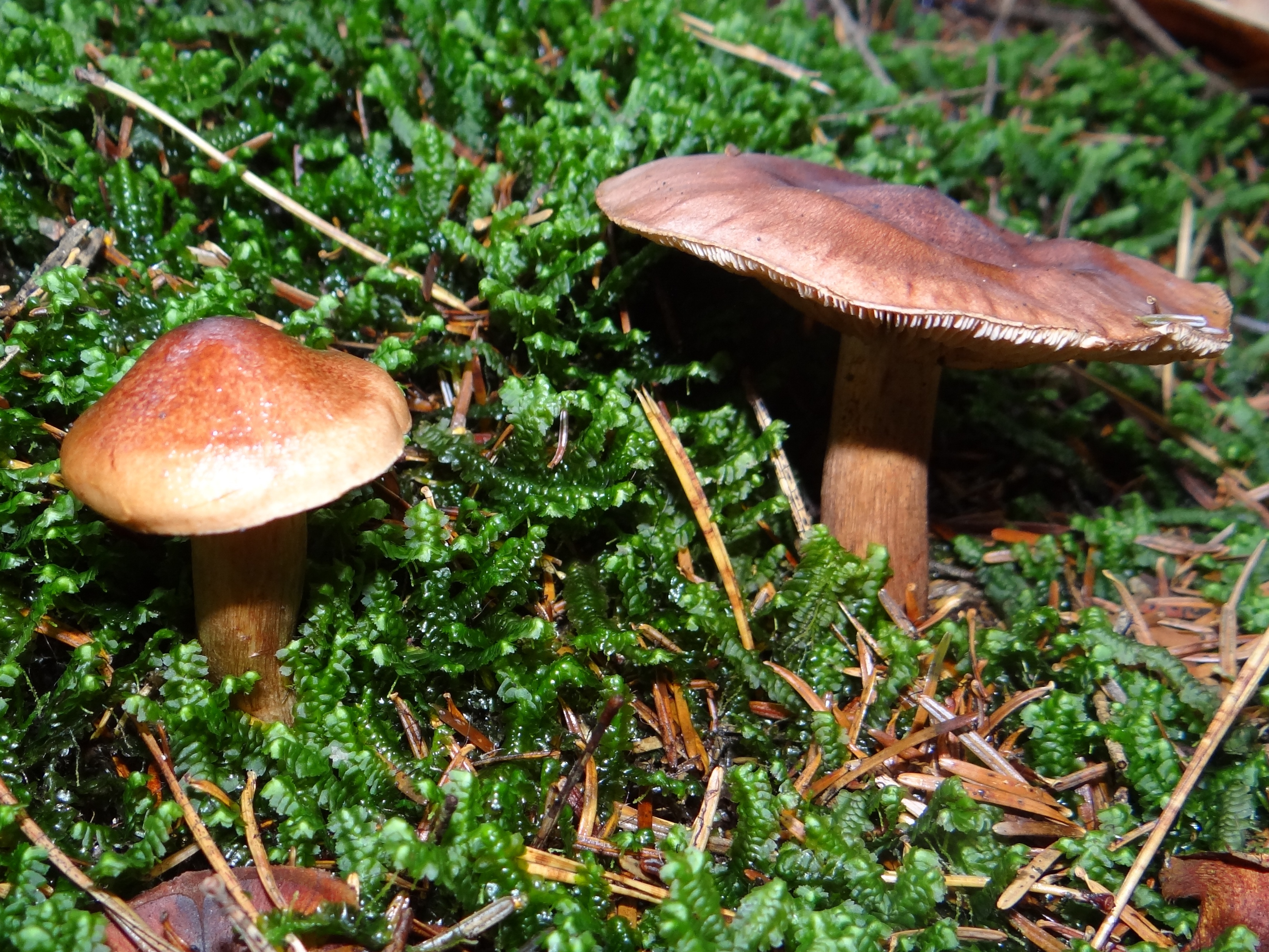
!!Tricholoma ustale!!
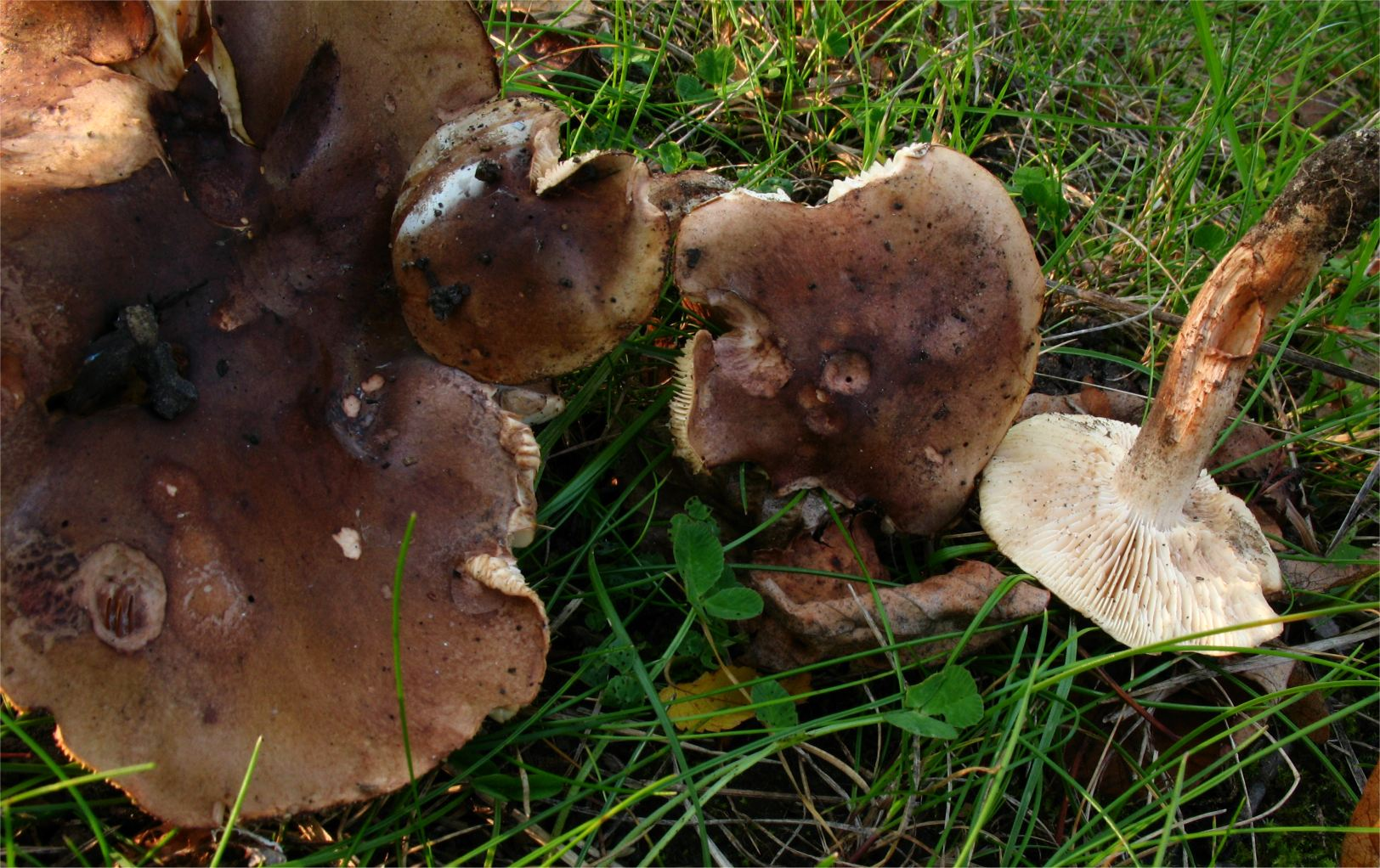
!Tricholoma ustaloides!
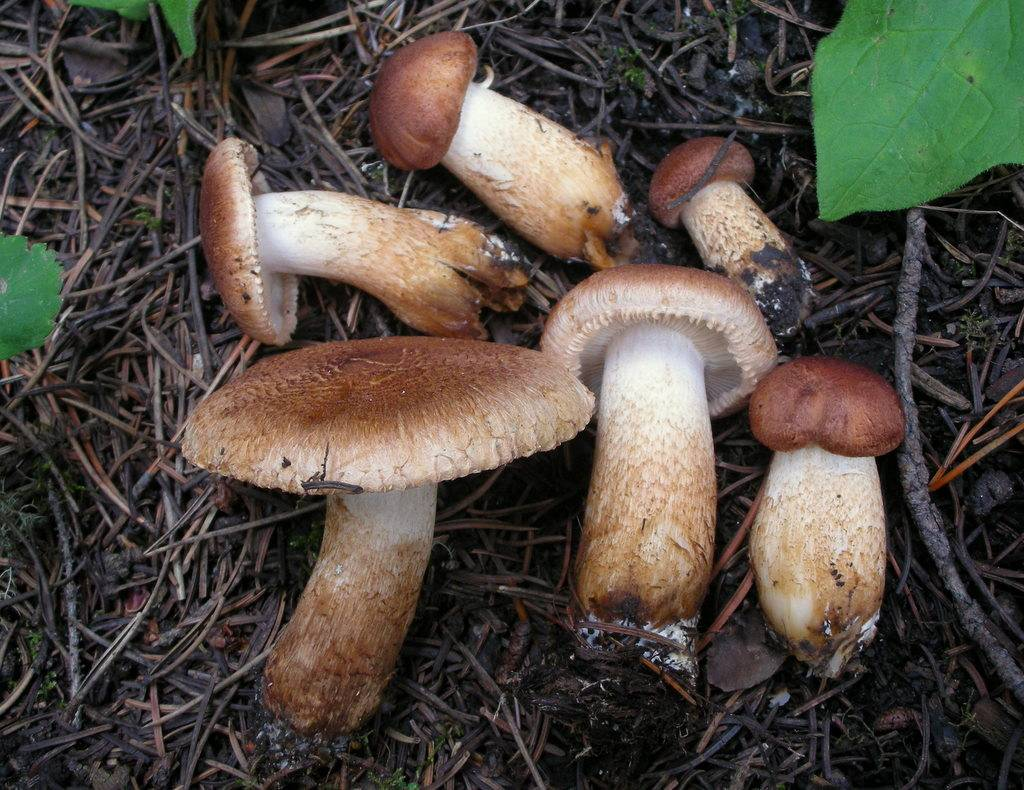
!Tricholoma vaccinum!

## Valorificare
Deși unii autori văd ciuperca chiar slab otrăvitoare, ea este doar necomestibilă. Consumul nu se recomandă în nici un caz, pentru că amărăciunea cărnii rămâne și după fierbere.
| Nu mâncați niciodată bureți de genul Tricholoma iuți și/sau amari (nici după însilozare) pentru că provoacă aproape mereu tulburări gastrointestinale, parțial foarte severe. |